# Notothylas amaxonica
Notothylas amaxonica là một loài rêu trong họ Notothyladaceae. Loài này được Spruce mô tả khoa học đầu tiên năm 1885.